# Control de la respuesta inmunitaria
Ante la presencia de agentes extraños dentro de su organismo, el cuerpo humano desencadena una respuesta de defensa que le permite continuar en un estado de bienestar, pero que en ocasiones llega a ser patológica y sumamente mortal. Por eso, el ser humano ha tratado de buscar cómo controlar una respuesta inmunitaria que permita restablecer el equilibrio perdido. 

## Historia
En 1960, Claman demostró que la nueva respuesta inmunitaria de tipo humoral requiere tanto la intervención de células derivadas de la medula ósea, o células B, como de células del timo o células T. Estos experimentos se realizaron sobre animales irradiados, y por tanto carentes de células inmunocompetentes, a los que se transfirieron células normales de timo y médula ósea. Así reconstituídos, los animales respondieron a la inmunización con eritrocitos de carnero formando anticuerpos.

## Anatomía
El sistema linfático empieza a formarse hacia el final de la quinta semana de vida embrionaria. Los vasos linfáticos se desarrollan a partir de sacos linfáticos, los cuales surgen de las venas en desarrollo y se derivan del mesodermo. Los primeros sacos linfáticos que aparecen son el par de sacos linfáticos yugulares; el siguiente en aparecer es el saco linfático retroperitoneal, que es impar. Casi al mismo tiempo que el saco linfático retroperitoneal se desarrolla otro saco, la cisterna del quilo. El último en aparecer es el par de sacos linfáticos posteriores. Todos los sacos linfáticos experimentan la invasión de células mesenquimatosas y se convierten en grupos de ganglios linfáticos. El órgano linfático que comienza la producción de linfocitos es el hígado fetal. El bazo y el timo producen células inmaduras que no son funcionales hasta después de nacer.

## Reacción inmunitaria y mediadores
Para poder explicar cómo se controla la respuesta inmunitaria se tiene que definir que esta es una reacción del organismo contra un agente invasor, denominado antígeno, que es una molécula capaz de producir una respuesta del sistema inmunitario mediante la activación de linfocitos y el anticuerpo, que es una proteína que se encarga de eliminar al antígeno por medio de un complejo antígeno-anticuerpo, en donde además intervienen células inmunocompetentes (linfocitos B y T), macrófagos, células dendríticas, el factor de necrosis tumoral y anticuerpos. 
La finalidad de la respuesta inmunitaria es eliminar al antígeno que ha invadido al organismo vivo y, de esta forma, restablecer la homeostasis. Para que se produzca la respuesta inmunitaria es necesario que intervengan las células inmunocompetentes como los linfocitos T y B, los macrófagos, que son los presentadores de antígenos, y las interleucinas o citocinas, que son secretadas por los linfocitos y monocitos.
Los macrófagos quedan marcados al fagocitar un antígeno, y al encontrarse con los linfocitos T se produce una adhesión y el linfocito B se une al acarreador por medio del receptor para hapteno. De esta forma se producen proteínas específicas contra un antígeno. Si el linfocito T no está presente en la adhesión y el linfocito B no une su receptor de hapteno al acarreador, no se producen las proteínas específicas.

## Autoinmunidad, enfermedad de injerto contra huésped y su control con corticosteroides
El cuerpo humano está dotado de mecanismos inmunitarios que distinguen lo propio de lo extraño. La autoinmunidad se define como la imposibilidad del organismo para reconocer las células propias, lo que conlleva una respuesta inmunitaria contra ellas. Se ha logrado distinguir tres etapas en la respuesta contra los antígenos:
- Autorreconocimiento: es una interacción reguladora normal de las células del sistema inmunitario para identificar a los receptores de membrana junto con moléculas de MHC y mantener un estado de tolerancia.
- Autoinmunidad: aumento en las reacciones contra material extraño, como las infecciones.
- Enfermedad autoinmunitaria: es el daño a los propios tejidos, lo que conlleva una patología.

### Enfermedad de injerto contra huésped
Una reacción inmunitaria de gran importancia es la que se produce en la enfermedad de injerto contra huésped, en la que los anticuerpos atacan al órgano o tejido que ha sido trasplantado. Para evitar esto se administran fármacos de origen esteroideo, como la prednisona, o fármacos inmunosupresores, como el metotrexato, la ciclosporina o el sirolimus.  
El MHC (complejo mayor de histocompatibilidad) es quien está encargado de dar o no una respuesta a inmunógenos particulares dirigiéndola a uno u otro lugar, a que el sistema inmunitario natural reconoce moléculas invasoras extrañas por inmunoglobulinas, receptores de células T y productos glucoproteinicos del MHC. El MHC está presente en todas las células mientras que las dos primeras antes mencionadas solo en linfocitos. Al desencadenarse una reacción inmunitaria puede producirse un estado que ponga en riesgo la vida de la persona que la padece. 
Este proceso se puede controlar con fármacos esteroideos como la prednisona, que se emplea en las enfermedades autoinmunitarias (la enfermedad de injerto contra huésped, entre otras), ya que actúa como inmunosupresor y reduce la producción de anticuerpos en general. La desventaja es que ésta puede traer consigo la posibilidad de tener más infecciones por microorganismos oportunistas. 
Otro fármaco que se utiliza como profilaxis ante el rechazo de órganos es el micofenolato, ya que es un inhibidor no competitivo y selectivo de la enzima inosina monofosfato deshidrogenasa, importante para la síntesis de novo del nucleótido guanina. Esta enzima es importante, ya que los linfocitos B y T la necesitan para su proliferación. 
El sirolimus es un agente inmunosupresor que inhibe la actividad de una proteína con acción esencial en la coordinación de los procesos requeridos para que la célula pase de G1 a S, interfiere en la transducción de la señal provocada por la unión de la IL2 a su receptor, deteniendo el ciclo de los linfocitos T. De esta forma se produce un control de la respuesta inmunitaria contra el órgano o tejido trasplantado, ya que se evita que este tejido sea atacado por el propio organismo.